# Serge Baguet
Serge Baguet (* 18. August 1969 in Opbrakel; † 9. Februar 2017 in Sint-Lievens-Houtem) war ein belgischer Radrennfahrer.

## Karriere
Er unterlag 1986 bei der belgischen Meisterschaft der Jugend auf ungewöhnliche Art. Am Zielstrich waren weder er noch Wilfried Nelissen im Zielfoto als Sieger auszumachen. Der belgische Verband setzte daraufhin zur Entscheidung um die Meisterschaft einen Sprint über 1000 Meter an, den dann Nelissen für sich entschied. Baguet wurde 1991 bei dem belgischen Radsportteam Lotto Profi, für das er vier Jahre fuhr, bevor er zu Vlaanderen 2002 wechselte. Er gewann in dieser Zeit Etappen bei der Tour de Limousin, bei der Tour of Britain und bei Clásica de Sabiñánigo 1994. Dann beendete er seine Karriere vorzeitig und arbeitete als Dachdecker im Betrieb seines Schwiegervaters.
2000 setzte er seine Karriere wieder bei der Lotto-Mannschaft fort und feierte er seinen größten Karriereerfolg mit einem Etappensieg bei der Tour de France 2001. In den folgenden Jahren wurde er unter anderem Zweiter bei Kuurne–Brüssel–Kuurne und beim GP Ouest France-Plouay. 2005 gewann er dann zwei Etappen bei der Ruta del Sol, den Grote Prijs Stad Sint-Niklaas und wurde etwas später belgischer Meister im Straßenrennen. In den Jahren 2006 und 2007 fuhr er für das belgische ProTeam Quick Step-Innergetic. Mit Ablauf der Saison 2007 beendete Baguet seine Radsportkarriere.
In Folge eines Krebsleidens musste er ein geplantes Mountainbike-Comeback im Jahr 2016 absagen. Am 9. Februar 2017 starb Baguet im Alter von 47 Jahren nach mehreren Chemotherapien an Darmkrebs.
Sein Vater Roger Baguet war ebenfalls Radrennfahrer.

## Erfolge
2001
- eine Etappe Tour de France
- Druivenkoers

2005
- Belgischer Meister – Straßenrennen